# Trynidad i Tobago na Letnich Igrzyskach Paraolimpijskich 2012
Trynidad i Tobago na Letnich Igrzyskach Paraolimpijskich 2012 w Londynie reprezentowało 2 zawodników w 2 konkurencjach.
Dla reprezentacji Trynidadu i Tobago był to trzeci start w igrzyskach paraolimpijskich (poprzednio w 1984 i 1988). Dotychczas żaden zawodnik nie zdobył paraolimpijskiego medalu.

## Kadra

### Lekkoatletyka
Mężczyźni
| Zawodnik      | Konkurencja           | Odległość | Wynik | Pozycja |
| ------------- | --------------------- | --------- | ----- | ------- |
| Ronald Greene | pchnięcie kulą F11-12 | 10.87     | 807   | 11      |
| Ronald Greene | rzut dyskiem F11      | 26.28     | —     | 11      |

### Pływanie
Kobiety
| Zawodnik      | Konkurencja             | Kwalifikacje | Kwalifikacje | Finał          | Finał          |
| Zawodnik      | Konkurencja             | Czas         | Pozycja      | Czas           | Pozycja        |
| ------------- | ----------------------- | ------------ | ------------ | -------------- | -------------- |
| Shanntol Ince | 400m st. wolnym S9      | 5:27.88      | 11           | Nie awansowała | Nie awansowała |
| Shanntol Ince | 100m st. grzbietowym S9 | 1:22.14      | 10           | Nie awansowała | Nie awansowała |
| Shanntol Ince | 100m st. motylkowym S9  | 1:25.50      | 12           | Nie awansowała | Nie awansowała |